# Samigaluh
Samigulah ist ein Distrikt (Kecamatan) im Regierungsbezirks (Kabupaten) Kulon Progo der Sonderregion Yogyakarta im Süden der Insel Java. Der Kecamatan ist der nordwestlichste im Kabupaten und grenzt im Südwesten an die Kecamatan Kaligesing, im Nordwesten an Loano und Bener (alle drei vom Kab. Purworejo, Provinz Zentraljava), im Norden an die Kecamatan Salaman und Borobodur (beide vom Kab. Magelang, Zentraljava) sowie intern im Osten an Kalibawang und im Süden an Girimulyo. Ende 2021 zählte der Distrikt 28.093 Einwohner auf 68,26 km² Fläche.

## Verwaltungsgliederung
Der Kecamatan (auch Kapanewon genannt) gliedert sich in sieben ländliche Dörfer (Desa):
| PUM-Code 1    | Desa           | Fläche (km²) | Bevölkerung zur Volkszählung 2 | Bevölkerung zur Volkszählung 2 | Bevölkerung zur Volkszählung 2 | Bevölkerung zur Volkszählung 2 | Bevölkerung zur Volkszählung 2 | Bevölkerung zur Volkszählung 2 | Pend./ Dusun 4 | RW/ RT 5 |
| PUM-Code 1    | Desa           | Fläche (km²) | 002000                         | 002010                         | Männer                         | Frauen                         | 2020                           | Dichte 3                       | Pend./ Dusun 4 | RW/ RT 5 |
| ------------- | -------------- | ------------ | ------------------------------ | ------------------------------ | ------------------------------ | ------------------------------ | ------------------------------ | ------------------------------ | -------------- | -------- |
| 34.01.11.2001 | Kebonharjo     | 7,49         | 2.224                          | 2.109                          | 1.130                          | 1.133                          | 2.263                          | 302,3                          | 10             | 10/24    |
| 34.01.11.2002 | Banjarsari     | 8,55         | 2.837                          | 2.783                          | 1.549                          | 1.564                          | 3.113                          | 363,9                          | 14             | 29/64    |
| 34.01.11.2003 | Purwoharjo     | 10,09        | 3.324                          | 3.181                          | 1.712                          | 1.746                          | 3.458                          | 342,6                          | 14             | 28/58    |
| 34.01.11.2004 | Sidoharjo      | 13,74        | 4.291                          | 4.522                          | 2.518                          | 2.520                          | 5.038                          | 366,5                          | 18             | 39/85    |
| 34.01.11.2005 | Gerbosari      | 10,77        | 4.170                          | 4.109                          | 2.293                          | 2.303                          | 4.596                          | 426,9                          | 19             | 38/75    |
| 34.01.11.2006 | Ngargosari     | 7,24         | 3.439                          | 3.566                          | 1.961                          | 1.938                          | 3.899                          | 538,3                          | 11             | 23/55    |
| 34.01.11.2007 | Pagerharjo     | 11,41        | 4.281                          | 4.411                          | 2.459                          | 2.373                          | 4.832                          | 423,7                          | 20             | 43/87    |
| 34.01.11      | Kec. Samigulah | 69,29        | 24.566                         | 24.681                         | 13.622                         | 13.577                         | 27.199                         | 392,5                          | 106            | 210/448  |

## Demographie
Grobeinteilung der Bevölkerung nach Altersgruppen (zum Zensus 2020)
| Altersgruppen | 00Männer | 00Frauen | zusammen |
| ------------- | -------- | -------- | -------- |
| 0 – 14        | 2.586    | 2.385    | 4.971    |
| 15 – 64       | 8.968    | 8.802    | 17.770   |
| 65+           | 2.068    | 2.390    | 4.458    |
| gesamt        | 13.622   | 13.577   | 27.199   |
| anteilig (%)  |          |          |          |
| 0 – 14        | 18,98    | 17,57    | 18,28    |
| 15 – 64       | 65,83    | 64,83    | 65,33    |
| 65+           | 15,18    | 17,60    | 16,39    |

### Bevölkerungsentwicklung
In den Ergebnissen der sieben Volkszählungen seit 1961 ist folgende Entwicklung ersichtlich:
| Einheit/Jahr     | 1961         | 1971         | 1980         | 1990         | 2000         | 2010         | 2020         |
| ---------------- | ------------ | ------------ | ------------ | ------------ | ------------ | ------------ | ------------ |
| Kec. Samigulah   | 25.563       | 28.446       | 28.874       | 26.446       | 24.566       | 24.681       | 27.199       |
| Anteil in %      | 1,15         | 1,14         | 1,05         | 0,91         | 0,79         | 0,71         | 0,74         |
| Kab. Kulon Progo | 337.127      | 370.629      | 380.685      | 372.309      | 370.944      | 388.869      | 436.395      |
| Sonderregion DIY | 00 2.231.062 | 00 2.487.177 | 00 2.750.025 | 00 2.912.611 | 00 3.120.478 | 00 3.457.491 | 00 3.66.8719 |